# No Tomorrow (serie de televisión)
No Tomorrow es una serie de televisión estadounidense romántica de comedia dramática que se emitió en The CW del 4 de octubre de 2016 al 17 de enero de 2017. La serie fue desarrollada por Corinne Brinkerhoff, La serie fue desarrollada por Como Aproveitar o Fim do Mundo que se emitió en Rede Globo en 2012. El show fue cancelado el 8 de mayo de 2017; cinco días más tarde, un epílogo de la serie fue puesto en libertad.

## Historia
La serie se centró en la evaluadora de control de calidad Evie, quien se enamora de Xavier, un hombre que vive al máximo ya que cree que el apocalipsis es inminente. Juntos se embarcan en una búsqueda para cumplir con sus listas de deseo, con resultados cómicos.

## Personajes

### Personajes principales
| Actor            | Personaje            | Ocupación                | N.º de episodios | Duración    |
| ---------------- | -------------------- | ------------------------ | ---------------- | ----------- |
| Tori Anderson    | Evie Marie Covington | Gerente de Cybermart     | 13               | 2016 - 2017 |
| Joshua Sasse     | Xavier Holliday      | -                        | 13               | 2016 - 2017 |
| Jonathan Langdon | Hank                 | Empleado de de Cybermart | 13               | 2016 - 2017 |
| Amy Pietz        | Deirdre Hackmeyer    | Jefa de de Cybermart     | 13               | 2016 - 2017 |
| Jesse Rath       | Timothy Finger       | -                        | 13               | 2016 - 2017 |
| Sarayu Rao       | Kareema              | -                        | 13               | 2016 - 2017 |

### Personajes recurrentes
| Actor           | Personaje          | Ocupación     | No. de episodios | Duración    |
| --------------- | ------------------ | ------------- | ---------------- | ----------- |
| Elizabeth Bowen | Peggy              | -             | 6                | 2016 - 2017 |
| George Basil    | Jesse Holliday     | -             | 5                | 2016 - 2017 |
| Ted McGinley    | Greg Covington     | -             | 4                | 2016 - 2017 |
| Marta Milans    | Sofia              | -             | 4                | 2016 - 2017 |
| Kelly Stables   | Mary Anne          | -             | 4                | 2016 - 2017 |
| Greyston Holt   | Mikhail            | -             | 4                | 2016 - 2017 |
| Paula Newsome   | Tyra DeNeil Fields | -             | 3                | 2016 - 2017 |
| Vinny Chhibber  | Rohan              | -             | 3                | 2016 - 2017 |
| Gigi Rice       | -                  | Madre de Evie | 3                | 2016 - 2017 |

### Antiguos personajes recurrentes
| Actor              | Personaje | Ocupación | No. de episodios | Duración |
| ------------------ | --------- | --------- | ---------------- | -------- |
| Michael P. Northey | -         | Barista   | 4                | 2016     |

## Episodios
La primera y única temporada de la serie estuvo conformada por 13 episodios.

## Producción
El espectáculo se filma en Vancouver, British Columbia, Canadá.